# Saïdi Ntibazonkiza
Saïdi Ntibazonkiza (ur. 1 maja 1987 w Bużumburze) – burundyjski piłkarz występujący na pozycji skrzydłowego lub napastnika, reprezentant kraju.

## Kariera
Ntibazonkiza rozpoczynał swoją karierę w burundyjskim klubie Vital’O FC, gdzie grał jako kluczowy zawodnik (od 16 do 18 roku życia). Gdy w 2005 roku Holandia udzieliła mu azylu, kontynuował grę w juniorskich drużynach NEC Nijmegen. Szybko został dołączony do kadry pierwszego zespołu i zadebiutował w Eredivisie 18 listopada 2006 roku, w meczu przeciwko Sparcie Rotterdam. W barwach NEC Nijmegen rozegrał łącznie 63 spotkania ligowe. Przed sezonem 2010/2011 został piłkarzem Cracovii, która wydała na jego transfer ok. 700 000 €. Został w ten sposób najdroższym zakupionym zawodnikiem w historii klubu. Latem 2014 przeszedł do Akhisar Belediyespor. Następnie grał w takich klubach jak: SM Caen (2015-2016), Kajsar Kyzyłorda (2017), Vital’O FC (2019-2020), Young Africans SC (2020-2022) i Geita Gold FC (2022-2023). W 2023 przeszedł do Simba SC.
Ntibazonkiza występował w juniorskich reprezentacjach Burundi, a od 2004 roku regularnie jest powoływany do seniorskiej kadry.

## Kontrowersje
Przed rozpoczęciem sezonu 2009/2010 Ntibazonkiza prolongował swoją umowę z NEC do 2012 roku. Tuż przed rozpoczęciem rozgrywek zażądał jednak renegocjacji warunków kontraktu i podwyżki pensji. Ponieważ klub nie zgodził się na warunki zawodnika, Burundyjczyk odmówił występów i opuścił Nijmegen. Wrócił do zespołu po 68 dniach, ponownie dostając się do pierwszego składu, jednakże nie był już dobrze widziany w drużynie. Zdecydował się odejść z Holandii po zakończeniu rozgrywek. Na początku lipca 2010 roku ustalił warunki indywidualnego kontraktu z Cracovią i po dopełnieniu niezbędnych formalności, 23 lipca dołączył do zespołu z Krakowa. Oficjalnie zawodnikiem „Pasów” został 2 sierpnia 2010 roku.

## Statystyki ligowe
(aktualne na dzień 11 czerwca 2016)
| Sezon     | Klub                 | Mecze | Gole |
| --------- | -------------------- | ----- | ---- |
| 2003/2004 | Vital'ô F.C.         | ?     | ?    |
| 2004/2005 | Vital'ô F.C.         | ?     | ?    |
| 2005/2006 | Vital'ô F.C.         | ?     | ?    |
| 2006/2007 | NEC Nijmegen         | 7     | 0    |
| 2007/2008 | NEC Nijmegen         | 6     | 0    |
| 2008/2009 | NEC Nijmegen         | 28    | 5    |
| 2009/2010 | NEC Nijmegen         | 22    | 5    |
| 2010/2011 | Cracovia             | 27    | 5    |
| 2011/2012 | Cracovia             | 21    | 3    |
| 2012/2013 | Cracovia             | 5     | 0    |
| 2013/2014 | Cracovia             | 29    | 8    |
| 2014/2015 | Akhisar Belediyespor | 13    | 1    |
| 2015/2016 | Caen                 | 14    | 1    |
| 2017      | Kajsar Kyzyłorda     | 10    | 2    |